# فيلاألبا دي لوس باروس
بلدية فيلاألبا دي لوس باروس (بالإسبانية: Villalba de los Barros)‏, هي إحدى بلديات مقاطعة بطليوس, التي تقع في منطقة إكستريمادورا, والتي تقع في غرب إسبانيا.
يبلغ عدد سكانها 1.696 نسمة وفقاً لإحصائية سنة (2002).